# Peter Gutwein
Peter Carl Gutwein (nascido em 21 de dezembro de 1964) é um político australiano. Ele é membro do Partido Liberal da Casa da Assembleia da Tasmânia desde 2002, representando a sede de Bass. Em 20 de janeiro de 2020, ele substituiu Will Hodgman como líder do Partido Liberal na Tasmânia e foi empossado como 46.º premier da Tasmânia no final daquele dia. Renunciou a 8 de abril de 2022, tendo sido sucedido pelo seu vice, Jeremy Rockliff.